# Heinrich Voelter
Heinrich Voelter (Heidenheim an der Brenz, 1º gennaio 1817 – Heidenheim an der Brenz, 13 settembre 1887) è stato un inventore tedesco e produttore di carta.

## Biografia
Crebbe a Heidenheim e lì frequentò la scuola elementare e suo nonno fu il suo maestro. All'età di 14 anni, iniziò un apprendistato in un negozio di tessitura di Heidenheim. Inoltre,  da suo padre, che gestiva una cartiera locale, apprese l'arte della produzione della carta. Dopo l'apprendistato si recò a Bautzen per continuare e completare i suoi studi sulla fabbricazione della carta. Mentre era in Sassonia, incontrò Friedrich Gottlob Keller (1816–1895), da cui acquisì un brevetto, nel 1846, per la produzione di carta da poltiglia di fibre di legno. Sviluppò ulteriormente il metodo in modo tale da rendere possibile la produzione di massa di carta dal legno visto che fino ad allora, la carta veniva prodotta con gli stracci. Ritornò nella sua città natale dopo la morte del padre, nel 1848, dove ottenne la collaborazione di Johan Matthäus Voith (1803–1874), che nel 1852 costruì due macine per la cartiera Voelter.
Voelter e Voith vendevano mole a produttori di carta in tutto il mondo, compresa la cartiera Kübler e Niethammer a Kriebstein in Sassonia. Dopo l'incendio della cartiera Voelter, nel 1864, la produzione di carta a Heidenheim cessò definitivamente (la carta veniva prodotta lì dal 1530). La Voith AG, fondata da Voith, sviluppa e produce ancora macchine per la carta per clienti internazionali.
Heinrich Voelter fi anche un politico e venne elatto al Parlamento a Stoccarda nella legislatura dal 1856 al 1861.